# Liste der Bischöfe von Monmouth

Wappen der Diözese Monmouth

Die Diözese Monmouth gehört zur Church in Wales.
Die folgenden Personen waren Bischöfe von Monmouth:
| Name (Lebensdaten)                      | Amtszeit  | Anmerkung                                                                                                | Bild |
| --------------------------------------- | --------- | --- | ---- |
| Charles Alfred Howell Green (1864–1944) | 1921–1928 | 1928 Bischof von Bangor, ab 1934 Erzbischof von Wales                                                    |      |
| Gilbert Cunningham Joyce (1866–1942)    | 1928–1940 | |      |
| Alfred Edwin Monahan (1877–1945)        | 1940–1945 | |      |
| Alfred Edwin Morris (1894–1971)         | 1945–1967 | 1957 bis 1967 Erzbischof von Wales                                                                       |      |
| Eryl Thomas (1910–2001)                 | 1968–1971 | |      |
| Derrick Greenslade Childs (1918–1987)   | 1972–1986 | 1983 bis 1986 Erzbischof von Wales                                                                       |      |
| Royston Clifford Wright (1922–2014)     | 1986–1991 | |      |
| Rowan Williams (* 1950)                 | 1991–2002 | 1999 bis 2003 Erzbischof von Wales, von 2002 bis 2012 Erzbischof von Canterbury, Primas von ganz England |      |
| Dominic Walker OGS (* 1948)             | 2003–2013 | |      |
| Richard Pain (* 1956)                   | 2013–2019 | konvertierte 2023 zur katholischen Kirche                                                                |      |
| Cherry Vann (* 1958)                    | seit 2019 | |      |